# إيفيلين أنتوني
إيفيلين أنتوني (بالإنجليزية: Evelyn Anthony)‏ (3 يوليو 1928، لندن في المملكة المتحدة - 25 سبتمبر 2018)؛ كاتِبة، سيناريست وروائية بريطانية.

## روابط خارجية
- إيفيلين أنتوني على موقع IMDb (الإنجليزية)
- إيفيلين أنتوني على موقع قاعدة بيانات الفيلم (الإنجليزية)